# Suuri-Linno
Suuri-Linno är en ö i Finland. Den ligger i sjön Orivesi och i kommunen Libelits i den ekonomiska regionen  Joensuu ekonomiska region  och landskapet Norra Karelen, i den sydöstra delen av landet, 300 km nordost om huvudstaden Helsingfors. Öns area är 49,6 hektar och dess största längd är 1,7 kilometer i nord-sydlig riktning.